# Bàrbara Ardanuy i Queldra
Bàrbara Ardanuy i Queldra   (Blanes, 29 d'abril de 1988) és una compositora i flabiolaire catalana.

## Biografia
Després d'estudiar música amb Xavier Molina (solfeig i clarinet) entrà a la banda del col·legi Santa Maria de Blanes, on tocava el flabiol i el tamborí. Amplià la seva formació al Conservatori de Girona i el curs 2006-2007 va començar els estudis a l'Escola Superior de Música de Catalunya (ESMUC), a Barcelona, amb mestres com Òscar Sànchez i el flabiolaire Marcel Sabaté. Ha tocat el flabiol en les cobles Genisenca de Taradell, de l'ESMUC, Baix Empordà i, des del 2011 i fins al 2014 a la Bisbal Jove. Forma part de la Cobla D de Dones, integrada per dones que toquen en cobles de les comarques gironines. També toca a la cobla la Flama de Farners.
Juntament amb Isabelle Garcia i Mercè Parareda forma el Trio Cruïlles de flabiols que s'estrenà en públic a Sant Nazari de Rosselló el 2010. El 23 de maig van fer un concert a la Bisbal d'Empordà acompanyades al piano per Jordi Vilaprinyó del Perugia.
El 2009 estrenà l'obra Seqüència I, per a flabiol i elecroacústica, del compositor Arnau Sala i Soler.
Actualment (2021), combina la tasca docent amb la interpretació del flabiol i el tamborí a la Flama de Farners.

## Obres
- Berenguera (2013), sardana
- GN 1, 2-4 (2009), sardana
- Les senyoretes del mar (2011), sardana
- Tramuntana, vent del nord (2002), sardana
- Malgrat 40 anys d'aplec (2014), sardana estrenada amb motiu de la celebració del 40è aniversari de l'aplec de Malgrat.[9]
- Més Garreta! (2021)